# Glimmen (waterschap)
Glimmen is een voormalig interprovinciaal waterschap in de Nederlandse provincies Groningen en Drenthe.
Het waterschap lag aan de voet van de Hondsrug ten westen van Glimmen. De Z-vormige noordgrens werd gevormd door de Eelder Schipsloot, het Noord-Willemskanaal en de Boerlaan, de oostgrens door de Lutsborgsterweg en de Kooiweg, de zuidgrens door de Oosterbroekweg en de lijn ten noorden van het Huis te Glimmen en ten zuiden van de verzorgingsplaats van de A28, westgrens werd gevormd door de grens tussen de provincies Groningen en Drenthe. Zij het dat een klein, zuidelijk deel van de polder in Drenthe lag.
De Drentsche Aa (ook wel Punterdiep genoemd) en het Noord-Willemskanaal deelden de polder in drie stukken die met elkaar verbonden waren door twee onderleiders. De molen van de polder, de bekende Witte Molen, sloeg uit op de Drentsche Aa.
Waterstaatkundig gezien ligt het gebied sinds 2000 binnen dat van het waterschap Hunze en Aa's.